# Euphoria (堂珍嘉邦の曲)
「Euphoria」（ユーフォリア）は、2013年7月10日にScalearから発売された堂珍嘉邦の3枚目のシングル。

## 解説
「幸福感」を意味する「Euphoria」は、ラジオ番組『ミュージックライン』2013年6・7月オープニングテーマ。
堂珍は「Euphoria」について「ちょっとアクセントを毒を加えたい、自分のモットーで」。歌詞について「これから起こる幸せを想像して、信じる未来を期待したいな」。MVディレクターは山内一広。
「痛みを持った天使」を意味するカップリング曲「Damaged Cupid」については「ハラハラドキドキするラブソングにしよう。Cupidっていう言葉から入った、神話の世界だと人の中を引き裂く・縁結び」。

## 収録曲
全作詞・作曲：堂珍嘉邦・Ali
1. Euphoria  [4:18]
2. Damaged Cupid [3:54]

## キャンペーン
堂珍は本作発売日翌日の7月11日、名古屋PARCO内のタワーレコード、翌12日は大阪・あべのキューズモールにて購入対象者サイン・握手会を開催した。

## 一部店舗W購入特典
- DVD「堂珍嘉邦 TOUR 2013 “OUT THE BOX”at Zepp DiverCity Tokyo」とのW購入特典ポスター
- タワーレコード限定…缶バッジセット
- TSUTAYA限定…ポストカードセット
- ファイルレコードオンライン ショップ限定…直筆サイン色紙